# Comuna Vasîlivka, Petropavlivka
Vasîlivka (în ucraineană Василівка) este o comună în raionul Petropavlivka, regiunea Dnipropetrovsk, Ucraina, formată din satele Mareanka, Novohoroșevske, Novoselivka, Vasîlivka (reședința), Veremiivka și Zelenîi Hai.

## Demografie
Componența lingvistică a satului Vasîlivka
     Ucraineană (91,67%)
     Rusă (7,99%)
     Alte limbi (0,15%)
Conform recensământului din 2001, majoritatea populației satului Vasîlivka era vorbitoare de ucraineană (91,67%), existând în minoritate și vorbitori de rusă (7,99%).